# Cieszęcin
Cieszęcin – wieś w Polsce położona w województwie łódzkim, w powiecie wieruszowskim, w gminie Wieruszów.

## Historia
Miejscowość historycznie należy do ziemi wieluńskiej i pierwotnie związana była z Wielkopolską. Ma metrykę średniowieczną i istnieje co najmniej od XIV wieku. Wymieniona pierwszy raz w dokumencie zapisanym po łacinie w 1413 jako "Cesszanczin, Czaschączino, Cieszęcino, Gesthanczino, Sczerzanczyn, Czyeschączin". Prawdopodobnie jednak istniała wcześniej w XI wieku. Istnieją niepewne informacje na ten temat z roku 1080 kiedy to w miejscowości miał istnieć kościół św. Wojciecha .
Miejscowość została odnotowana w historycznych dokumentach własnościowych, prawnych i podatkowych. W 1413 Lutold z Cieszęcina wraz z braćmi dał paulinom wieruszowskim 2 łany w Żytniowie. W 1437 właścicielem był Jakub herbu Wierusz, a w latach 1461-62 Lutold. W 1464 Jakub z Galewic zastawił bractwu ubogich w Wieruszowie 2 łany w Cieszęcinie za 10 grzywien z tym, że kmiecie mieli dla niego pracować 4 dni w roku, a w razie wyprawy zapłacić wojenne. Bractwu natomiast mieli płacić po 1 grzywnie, 1,5 ćwierci owsa, 10 kapłonów, 60 jajek, do czego byli obowiązani już dawniej. W 1467 Strzalik z Myjomic zastawił młyn w Cieszęcinie za 30 grzywien. W tym roku wymieniono również w miejscowości młyn oraz sadzawkę. W 1498 król polski Jan I Olbracht zatwierdził Lutoldowi Galewskiemu darowiznę z 1497 pod zastaw klasztoru wieruszowskiego na 4 łany we wsi i zastaw mieszczan, wieruszowskich na prac. Stanisławie w Galewicach i Albercie w Cieszęcinie. W 1499 klasztor wykupił od Lutolda swą posiadłość w miejscowości za 3 floreny. W 1511 wieś liczyła 5 łanów. W 1520 właściciel miejscowego folwarku płacił plebanowi dziesięcinę snopową w wysokości 1/2 grzywny rocznie od pożyczki 5 grzywien zaciągniętej u bractwa ubogich w Wieruszowie. W tym roku odnotowano również, że jeden łan posiadał miejscowy pleban. Wymieniony został także kościół parafialny św. Wojciecha, któremu podlegało 5 wsi. W 1553 miejscowość liczyła 2,5 łana i gospodarowało w niej 5 kmieci. Stał w niej również młyn .
W latach 1975–1998 miejscowość administracyjnie należała do województwa kaliskiego.

## Zabytki
Według rejestru zabytków Narodowego Instytutu Dziedzictwa na listę zabytków wpisany jest obiekt:
- kościół pw. św. Wojciecha, drewniany, 1789, nr rej.: 293-XIV-72 z 18.08.1949 oraz 322 z 30.12.1967 Według Słownika Geograficznego, pierwotny kościół konsekrowany był podobno w roku 1080. W XVI wieku obrócono go na zbór protestancki (od 1591 do 1617). Dopiero biskup Wawrzyniec Gembicki odzyskał go dla katolików. Są tu relikwie św. Walentego, sprowadzone z Rzymu w 1679[6].